# Nationaal park Dalby Söderskog
Nationaal park Dalby Söderskog (Zweeds: Dalby Söderskogs Nationalpark) ligt in het Zweedse provincie Skåne län, in de gemeente Lund in de buurt van Dalby. Het park heeft een oppervlakte van 36 hectare en bestaat voornamelijk uit loofbos. Het park is opgericht in 1918.
Het park heeft een rijke flora. Dat komt onder meer doordat de grond rijk is aan kalksteen en krijtgesteente. Voorbeelden van veel voorkomende planten in dit nationaal park zijn de bosanemoon en de gele anemoon.
Het park werd in 1918 gesticht omdat men dacht dat het een uniek fragment oerbos was. Later onderzoek heeft echter uitgewezen dat het in voorgaande eeuwen al eens deels was ontbost om als weidegrond te dienen. Het huidige beukenbos herbergt niettemin grote natuurwaarden.